# Porte de Bisagra Nueva
La Porte de Bisagra Nueva ("Nouvelle Porte de Bisagra") est la porte de ville la plus connue de Tolède, en Espagne. 
La porte est d'origine arabe, mais la partie principale a été construite en 1559 par Alonso de Covarrubias. Elle porte les armoiries de l'empereur Charles Quint. Elle a remplacé la Puerta Bisagra Antigua comme entrée principale de la ville.

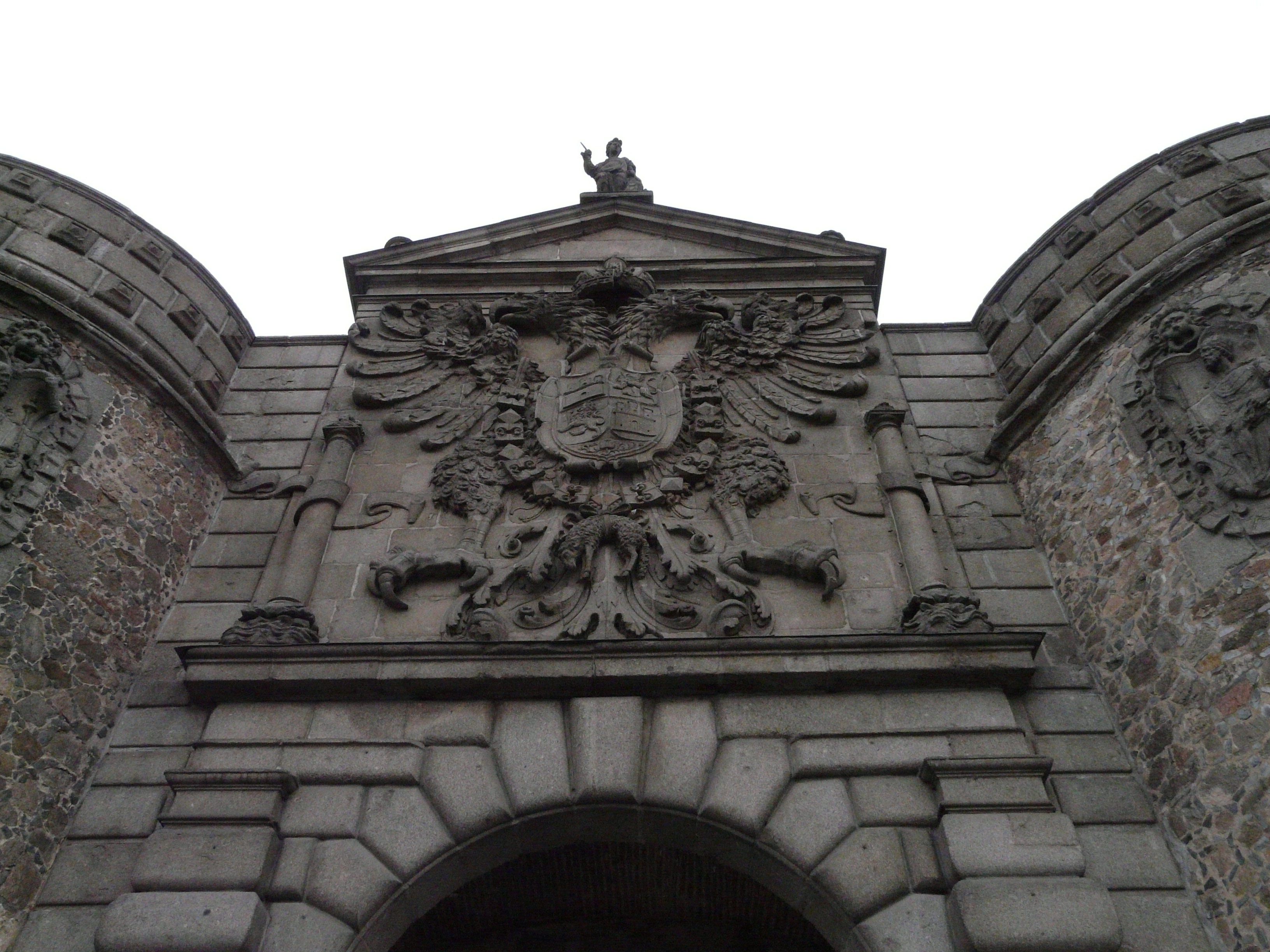
Les armoiries de l'empereur Charles V
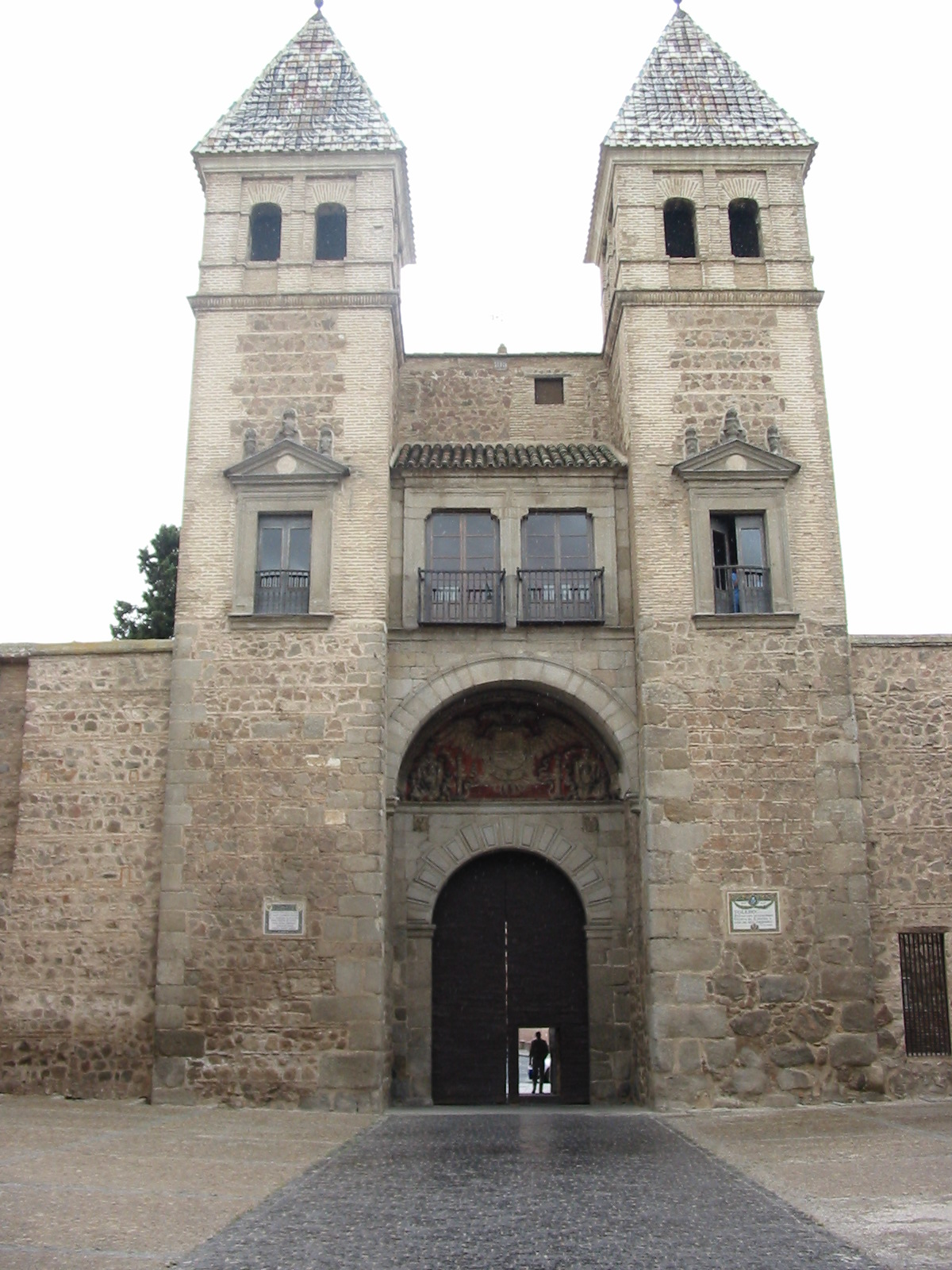
Vue de l'intérieur de la ville
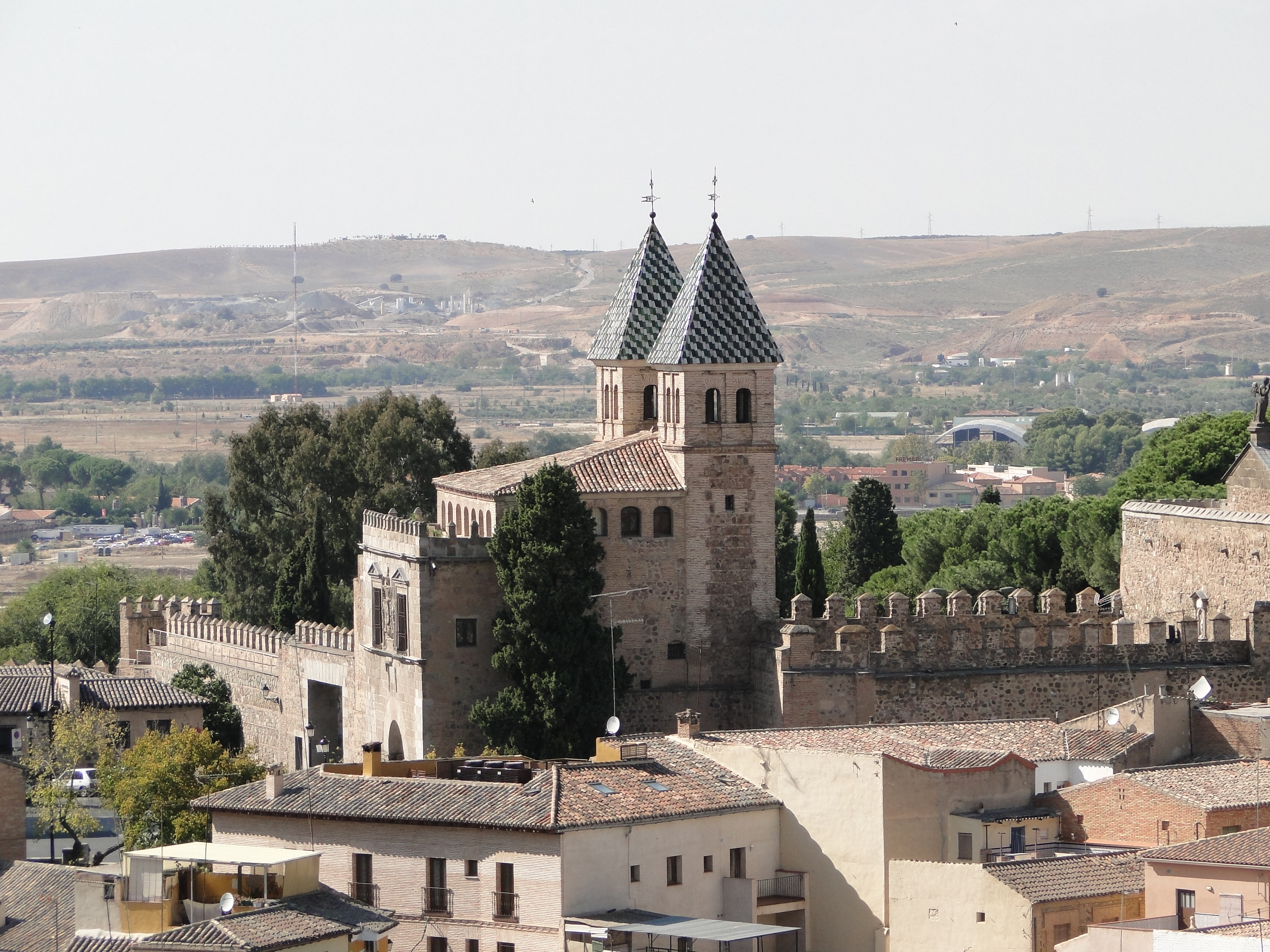
Vue d'ensemble
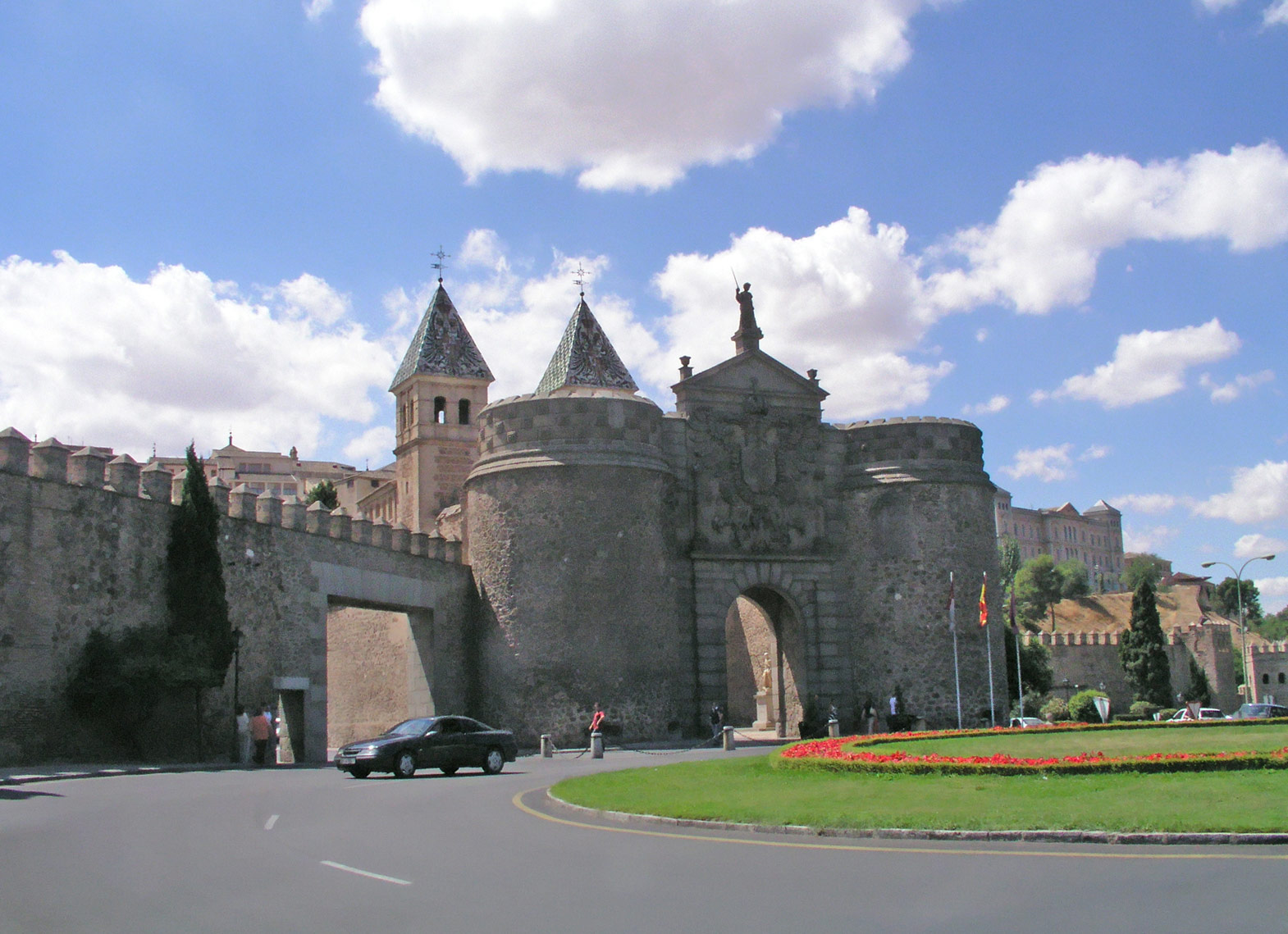
Vue de l'extérieur de la ville.